# أكسل توما
أكسل توما (بالألمانية: Axel Thoma)‏ هو لاعب كرة قدم ألماني في مركز الهجوم، ولد في 5 سبتمبر 1964. لعب مع نادي شتوتغارت ونادي فينترتور.

## وصلات خارجية
- أكسل توما على موقع قاعدة بيانات كرة القدم.إي يو (الإنجليزية)
- أكسل توما على موقع بيانات كرة القدم. دي إي (الألمانية)
- أكسل توما على موقع عالم كرة القدم.نت (الإنجليزية)